# Zbigniew Dmitroca
Zbigniew Dmitroca (ur. 28 lutego 1962 w Niewirkowie k. Zamościa) – polski poeta, bajkopisarz, tłumacz, satyryk i dramaturg.

## Życiorys
Ukończył Państwowe Liceum Sztuk Plastycznych w Zamościu, następnie studiował, przeważnie polonistykę, na uniwersytetach w Lublinie, Poznaniu i Wrocławiu. Debiutował w 1980 roku w miesięczniku „Odra”. W latach 1990–1999 współpraca z Radiem Lublin; współtwórca czwartkowej audycji dla dzieci Jasiek. W latach 2003–2010 współpraca z Programem 2 Polskiego Radia. W latach 2003–2005 współpraca z tygodnikiem „Przekrój”. W latach 2005–2008 współpraca z Tygodnikiem Idei „Europa”. Twórca, autor i aktor Jednoosobowej Trupy Walizkowej „Teatrzyk jak się patrzy”. Tłumacz wierszy Achmatowej, Błoka, Brodskiego, Chodasiewicza, Cwietajewej, Gumilowa, Jesienina, Kuzmina, Mandelsztama, Wysockiego i innych. 

## Twórczość
Liryka
- Horror vacui (1993)

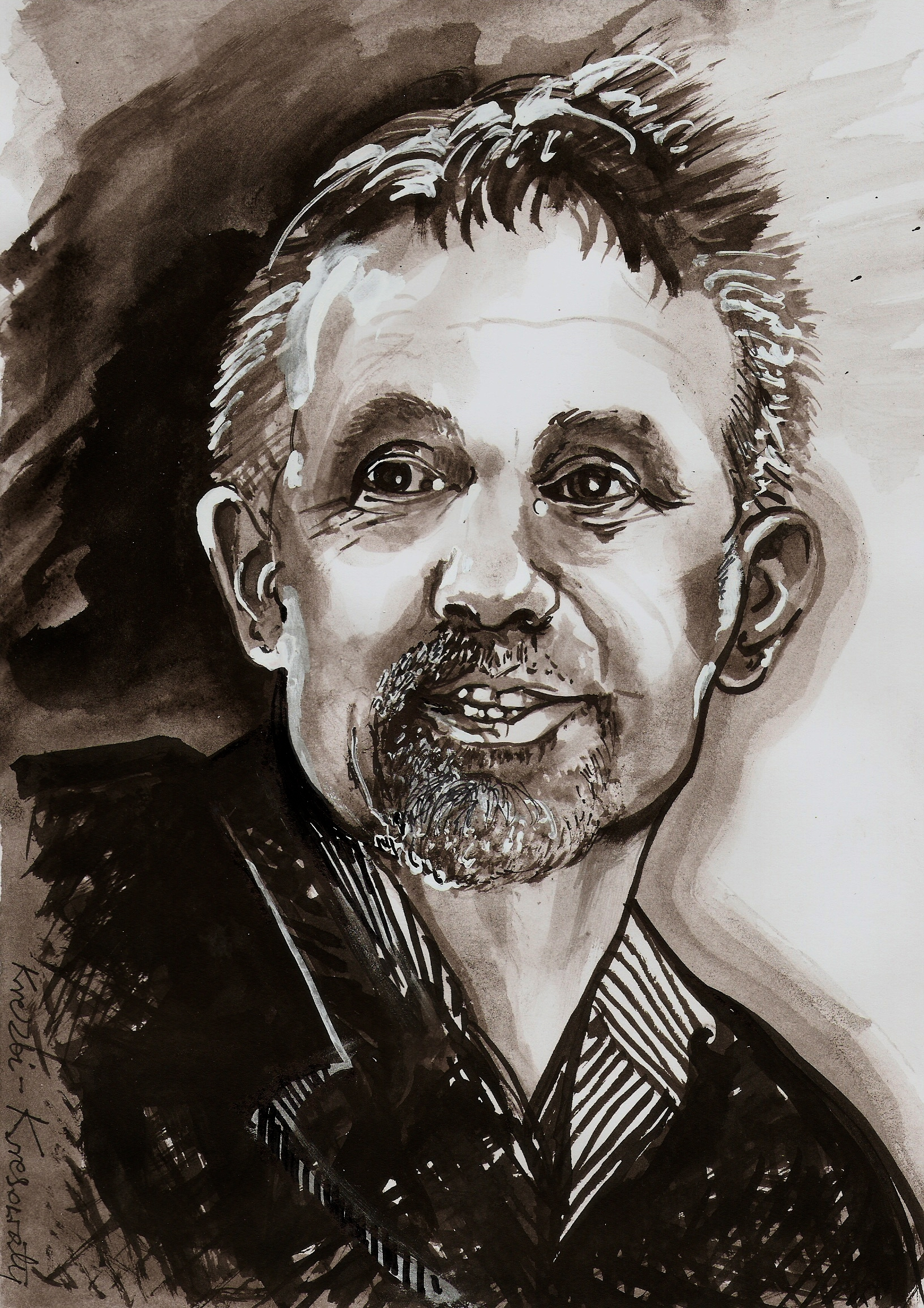
portret Zbigniewa Dmitrocy autorstwa Zbigniewa Kresowatego

- Skamieliny, otoczaki, samorodki (1996)
- Niedoraj (2000)
- Zakaz przekraczania granicy (2008)
- Geoglify  (2014)

Dla dzieci
- Rozbrykana bryczka (1992)
- Baśnik (1994)
- Namolny mol (1995)
- Zezowata beza (1996)
- Kosy i kokosy (1998)
- Miś w parku (2002)
- Miś w cyrku (2002)
- Miś na wsi (2002)
- Miś w zoo (2002)
- Bajki niezapominajki (2003)
- Bal dla recytatorów (2004)
- Wiersze o zwierzętach na różnych kontynentach (2005)
- Dobre duszki (2006)
- Kotka Trajkotka (2006)
- Księga czarownic (2007)
- Zagadki wesołej gromadki (2008)
- Kolorowy zawrót głowy (2009)
- Raz, dwa, trzy... liczysz Ty! (2009)
- Literki na cztery fajerki (2010)
- Ptasie psoty i zgryzoty (2010)
- Wierszykowy zawrót głowy (2010)
- Księga zagadek na wszelki wypadek (2011)
- Rymy na każdą okazję (2011)
- Malowane dyktanda  (Lublin 2012)
- Śpiewanki dla Janka i Hanki [śpiewnik dla dzieci]) (2012)
- Baba Jaga na deskorolce (2014)
- Koła i kółka (2014)
- Kto tu się ukrył? (2014)
- Kto robi hu-hu? (2014)
- Kolorowy świat (2014)
- Jeden, dwa, trzy (2014)
- Świeci gwiazdka (2014)
- Śpiewanki – malowanki [śpiewnik dla dzieci wraz z płytą z podkładami muzycznymi] (2014)
- Parasol pana Pantalona (2015)
- Zwierzęta i zwierzątka (2015)
- Gdzie bywa słoneczko? (2015)
- Widzę cię! (2015)
- Jonka, Jonek i Kleks [adaptacja komiksu] (2016)
- Baba Jaga w Ameryce (2017)
- Baba Jaga i Duch Puszczy (2019)

Satyra i purnonsens
- Ballada bez sensu i morału (1996)
- Alfabet imion (2000)

Dramat
- Do trzech razy sztuka (2004) (trzy sztuki teatralne dla dzieci)

Przekłady
- Anna Achmatowa, Wiersze (1989) (wyd. dwujęzyczne, tłumacze różni)
- Nikołaj Gumilow, Wiersze (1990) (wyd. dwujęzyczne, tłumacze różni)
- Anna Achmatowa, Modlitwa (1993)
- Anna Achmatowa, Pojedynek miłości (1993) (tłumacze różni)
- Anna Achmatowa, Modlitwa (1998) (wydanie poszerzone i poprawione)
- Anna Achmatowa, Milczenie było moim domem (2008)
- Tomas Venclova, Wiersze sejneńskie (2008) (wyd. czterojęzyczne, tłumacze różni)

- Josif Brodski, Urania (2015) [tłumacze różni]
- Fiodor Tiutczew, Dwie jedności (2015) [tłumacze różni]
- Radio Swoboda (2015) [antologia współczesnej poezji rosyjskiej]
- Aleksander Błok, Nigdy nie wraca nikt (2016) [tłumacze różni]
- Władysław Chodasiewicz, Powrót Orfeusza (2016)
- Sołomon Bart, Nieuniknione (2016) [tłumacze różni]

Inne
- Irena Słomińska, Wszechświatem będziemy we dwoje (2000) (redakcja i wstęp)
- Józef Czechowicz, Kołysanki i inne wiersze (2005) (wybór i wstęp)
- Niezapomniane wiersze dla dzieci (2007) (Wybór i wstęp)
- Wiersze dla dzieci znane i lubiane (2008) Wybór i wstęp)
- Najpiękniejsze baśnie braci Grimm (2008) (Wstęp i redakcja przekładu)
- Skąd się biorą bajki? (2008) (Płyta z wierszami dla dzieci w wykonaniu autora i Ewy Dados. Opracowanie muzyczne Piotr Bańka)